# Мишић доњи констриктор ждрела
Мишић доњи констриктор ждрела (лат. musculus constrictor pharyngis inferior) је парни мишић, који припада површинској (кружној) мускулатури ждрела. Има облик трапеза са базом окренутом уназад. Испод његове доње ивице пролази доњи гркљански живац, док преко спољашње стране мишића прелази спољашња грана горњег гркљанског нерва.
Мишић се припаја дуж доњег дела фиброзне ждрелне преграде, која раздваја десну и леву мускулатуру, а потом се простире косо надоле и хоризонтално унапред. С обзиром на предње припоје и правац пружања појединих влакана, мишић се дели на два снопа: тирофарингеални (лат. pars thyropharyngea) који се причвршћује на тироидној хрскавици гркљана и крикофарингеални сноп (лат. pars cricopharyngea) који се припаја на луку крикоидне хрскавице гркљана.
Инервација потиче од доњег гркљанског нерва, гране вагусног живца. Основна улога мишића је сужавање ждрелног пречника, потискивање залогаја ка нижим деловима дигестивног тракта и подизање гркљана током акта гутања и говора.